# Lycaena americana
Lycaena americana är en fjärilsart som beskrevs av D' Urban 1857. Lycaena americana ingår i släktet Lycaena och familjen juvelvingar. Inga underarter finns listade i Catalogue of Life.